# Кавалеры ордена Святого Георгия III класса С
Кавалеры ордена Святого Георгия III класса на букву «С»
Список составлен по алфавиту персоналий. Приводятся фамилия, имя, отчество; звание на момент награждения; номер по спискам Григоровича — Степанова и Судравского; дата награждения. Лица, чьи имена точно идентифицировать не удалось, не викифицируются. Курсивом выделены кавалеры, получившие орден за службу в частях Восточного фронта Русской армии во время Гражданской войны.
- Сабашинский, Адам Осипович, генерал-майор, № 495, 30 сентября 1855
- Сабанеев, Иван Васильевич, полковник, № 198, 24 ноября 1809
- Савельев, Виктор Захарьевич, генерал-майор, 23 сентября 1916
- Савоини, Еремей Яковлевич, генерал-майор, № 357, 28 января 1814
- Салтыков, Пётр Алексеевич, полковник, № 97, 28 июня 1792
- Салтыков, Сергей Владимирович, бригадир, № 27, 12 августа 1771
- Сахаров, Владимир Викторович, генерал от кавалерии, 27 октября 1915
- Сахаров, Константин Вячеславович, генерал-майор, 12 сентября 1919
- Свечин, Александр Андреевич, генерал-майор, 1917 (возможно сведения о награждении ошибочны; награждён Временным правительством?)
- Святополк-Мирский, Александр Сергеевич, полковник, 1915—1917 (посмертно)
- Святополк-Мирский, Николай Иванович, генерал-лейтенант, № 563, 31 января 1878
- Селиванов, Андрей Николаевич, генерал от инфантерии, 9 марта 1915
- Семякин, Константин Романович, генерал-майор, № 487, 28 декабря 1854
- Сен-При, Эммануил, генерал-лейтенант французской службы, № 397, 25 февраля 1824
- Сент При, Эммануил Францевич, генерал-майор, № 215, 23 ноября 1810
- Сибирский, Александр Васильевич, генерал-майор, № 235, 4 сентября 1812
- Сиверс, Владимир Карлович, генерал-майор, № 417, 5 октября 1829
- Сиверс, Карл Карлович, генерал-майор, № 249, 20 октября 1812
- Симанович, Фёдор Филиппович, генерал-майор, № 318, 28 августа 1813
- Сипягин, Николай Мартемьянович, генерал-майор, № 371, 3 мая 1814
- Скобелев, Иван Никитич, генерал-лейтенант, № 429, 18 августа 1831
- Скобелев, Дмитрий Иванович, генерал-лейтенант, № 573, 30 августа 1878
- Скобелев, Михаил Дмитриевич, генерал-майор, № 532, 26 ноября 1875
- Сназин, Иван Терентьевич, генерал-майор, № 211, 21 ноября 1810
- Снесарев, Андрей Евгеньевич, генерал-майор, 15 апреля 1917
- Соколов, Владимир Иванович, генерал-лейтенант, 8 октября 1917
- Сомов, Андрей Андреевич, генерал-майор, № 149, 8 апреля 1807
- Станкевич, Сильвестр Львович, генерал-майор, 3 ноября 1915
- Статковский, Александр Осипович, генерал-майор, № 436, 22 августа 1831
- Стейнметц, Карл Фридрих, генерал-майор прусской службы, № 390, 25 января 1817
- Стельницкий, Станислав Феликсович, генерал-лейтенант, 3 ноября 1915
- Стессель, Анатолий Михайлович, генерал-лейтенант, № 584, 14 августа 1904
- Столыпин, Николай Алексеевич, полковник, № 314, 31 июля 1813
- Строганов, Павел Александрович, генерал-майор, № 168, 22 августа 1807
- Ступин, Георгий Владимирович, генерал-майор, 17 февраля 1915
- Суворов, Александр Васильевич, генерал-майор, № 34, 19 августа 1771
- Сукин, Александр Яковлевич, генерал-майор, № 181, 20 мая 1808 (сведения о награждении 10 сентября 1807 г. в некоторых источниках являются ошибочными)
- Сулима, Николай Семёнович, генерал-майор, № 304, 3 июня 1813
- Сумароков, Сергей Павлович, генерал-майор, № 427, 25 июня 1831
- Сухозанет, Иван Онуфриевич, генерал-майор, № 406, 1 июля 1828
- Сухозанет, Николай Онуфриевич, генерал-майор, № 438, 28 августа 1831
- Сухотин, Алексей Николаевич, бригадир, № 18, 12 сентября 1770
- Сухтелен, Павел Петрович, генерал-лейтенант, № 399, 29 октября 1827
- Сысоев, Василий Алексеевич, полковник, № 224, 15 октября 1811
- Сытин, Пётр Петрович, полковник, № 66, 14 апреля 1789